# Туристичка организација Кикинде
| Туристичка организација Кикинде |                                             |
|                                 |                                             |
| Оснивач:                        | Град Кикинда                                |
| Основана:                       |                                             |
| Седиште:                        | Трг српских добровољаца 21 · Кикинда Србија |
| Веб презентација                | https://www.kikinda-turizam.rs/             |
| Директорка:                     | Јасмина Миланков                            |
| Контакт:                        | 381(0)230/426-300                           |

Туристичка организација Кикинде основана је од стране Града Кикинде са намером да све заинтересоване упозна са историјом, традицијом, културом и свим потенцијалима града. Налази се на Тргу српских добровољаца 21.
Бави се промоцијом Града Кикинде и комплетне туристичке понуде са територије града у земљи и иностранству, припремом и организацијом туристичких манифестација, израдом и дистрибуцијом туристичког промотивног материјала, организовањем и радом туристичког информативног центра, координацијом свих учесника туристичке понуде Кикинде, промоцијом сувенира, рукотворина и производа старих заната, промовисањем Кикинде на домаћим и међународним туристичким сајмовима и сарадњом са другим градовима и туристичким организацијама у земљи и иностранству.
Управни одбор чине Јасмина Орашанин, председница, Владимир Шурлан, Срђан Сивчев, Оливера Шогоров и Љиљана Петковић. Надзорни одбор чине Илинка Ђилас, председница, Маријана Мирков и Мирослав Брандић.